# 南孔索拉西翁
22°30′30″N 83°31′2″W / 22.50833°N 83.51722°W

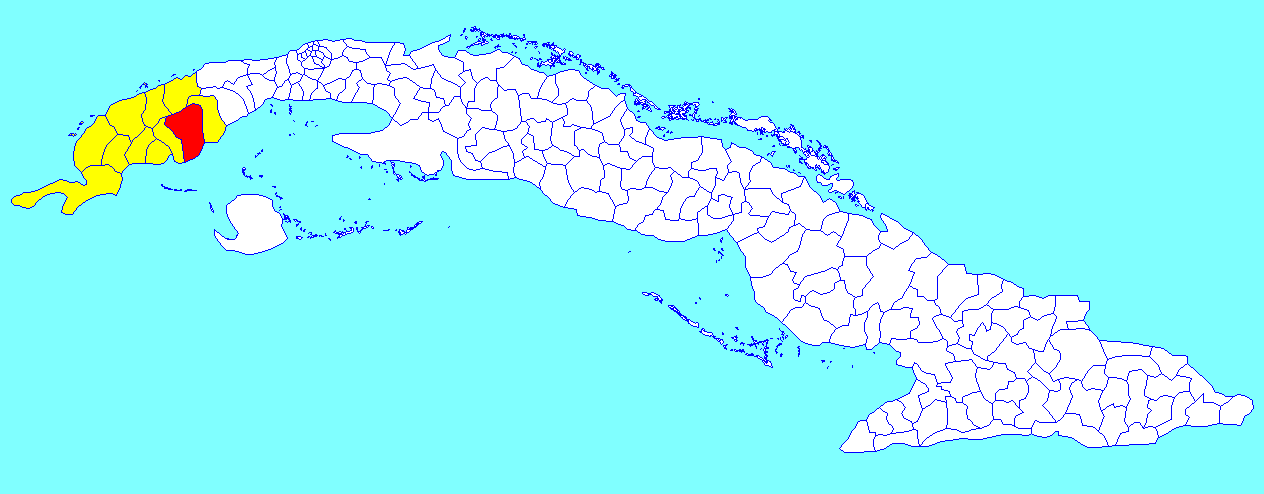

南孔索拉西翁（Consolación del Sur）是古巴的城鎮，位於該國西部，由比那爾德里奧省負責管轄，始建於1690年，面積1,112平方公里，海拔高度65米，2004年人口87,500，人口密度每平方公里1,866人。